# Condal
Condal är en kommun i departementet Saône-et-Loire i regionen Bourgogne-Franche-Comté i östra Frankrike. Kommunen ligger i kantonen Cuiseaux som tillhör arrondissementet Louhans. År 2022 hade Condal 460 invånare.

## Befolkningsutveckling
Antalet invånare i kommunen Condal
| Referens: INSEE |